# Orthosia fringata
Orthosia fringata là một loài bướm đêm trong họ Noctuidae.